# 니누스

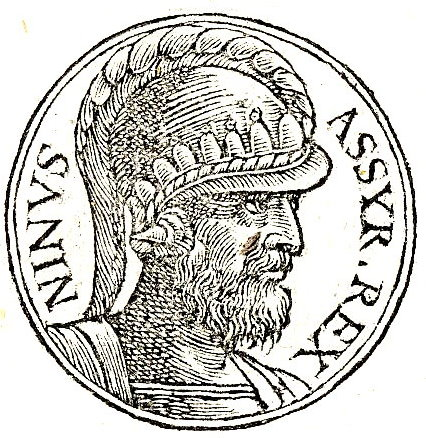
니누스

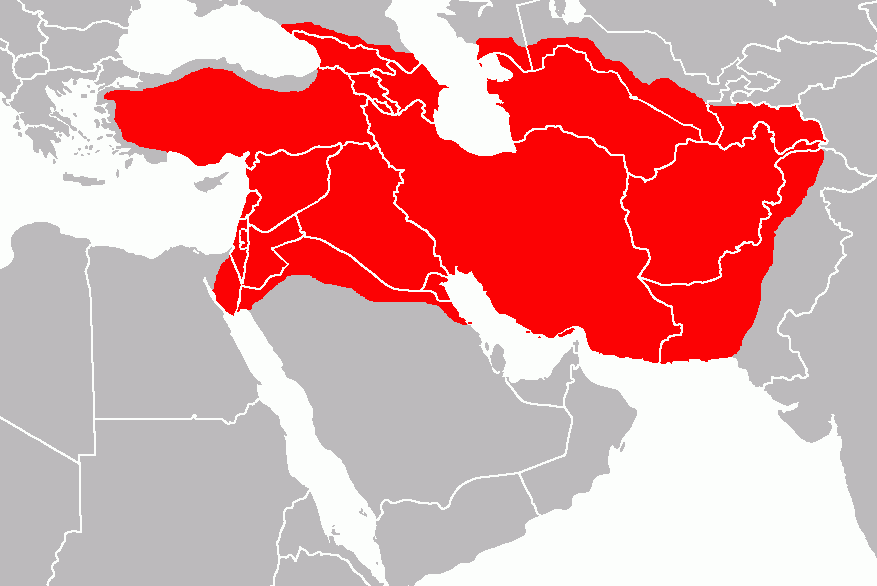
디오도로스에 따른 니누스 제국의 영토

니누스(Ninus, ~1221BC)는 일반적으로 니네베의 창건자로 여겨진다.
그는 벨루스의 아들로 사냥개 훈련과 말의 조련 등으로 알려져 있으며, 때로 그리스 신화의 켄타우로스로 표현되기도 한다. 니누스는 사르다나팔루스의 계승자였다고 기록되기도 하였다.
박트라 포위 중에 그는 세미라미스를 만났는데 그녀는 자신의 장교 오네스의 아내로, 박트라는 그녀를 빼앗아 자신의 아내로 삼는다. 둘은 결혼하여 니니야스를 갖게 된다.
고대의 비문들은 니누스(Ninus) 또는 니므롯(Nimrod)은 다른 남자의 아내였던 세미라미스(Semiramis)와 사랑에 빠졌다고 한다. 그녀는 앗시리아의 역사에 니므롯 즉 니누스(Ninus)의 아내로 언급되어 나오는데 니므롯과 마찬가지로 그녀도 또한 사냥꾼이었다. 어거스틴의 신국론神國論) 니누스(니므롯)은 앗시리아의 초대 왕으로 그에게는 니니아스라는 아들이 있는데. 니누스가 죽은 후 니니아스가 직계를 이어야함에도 계모인 세미라미스가 제위를 차지하였다.
니누스는 때로 토라에서 쿠시의 아들인 사냥군 니므롯로 확인되는 인물과 관련있다고 생각되곤 하였다.
창세기에서 니네베(니느웨)를 창건한 이는 니므롯이다.
니네베는 그리스어로 '니누스의 도시'란 뜻이다.
니누스는 19세기 영국 목사 알렉산더 히슬롭의 '두 개의 바빌론'에서 탐무즈로 추정되기도 했다.
니누스의 사후 세미라미스는 그것에 대해 고소되었는데 바빌론 근처에 사원 무덤을 세웠다. 그곳에서 피라무스와 티스베의 이야기의 배경이였다. 그의 치세는 52년간 지속되었다.

## 같이 보기
- 샬만에세르 1세
- 님로드